# Micro-région de Mohács
Pour les articles homonymes, voir Mohács (homonymie).
La micro-région de Mohács (hongrois : mohácsi kistérség) est une micro-région statistique hongroise rassemblant plusieurs localités autour de Mohács.